# Григорий Каматир
Григорий Каматир (Γρηγόριος Καματηρός, Grēgorios Kamatēros; ум. ок. 1126/32) е висш византийски дворцов сановник и държавник от времето на императорите Алексий I Комнин и Йоан II Комнин.
Името на Григорий Каматир се споменава в немалко източници от края на XI и началото на XII век. В тях той се споменава като секретар на Алексий I Комнин и като логотет и протоасикрит при Йоан I Комнин; като претор и протопретор на Тесалия и Елада, и като син на Василий Каматир. Въпреки че множество изследователи се обединяват около тезата, че става въпрос за една и съща личност, то според историка Виталиен Лоран това са три отделни личности.
За първи път Григорий Каматир се споменава като логотет в един документ от 1088 г., в който се посочва и името на баща му – Василий Каматир. За Гиргорий Каматир Никита Хониат разказва, че е бил човек със скромен произход, но със забележително за времето си образование, който бил назначен от Алексий I в един от подсекретите. В своята Алексиада Анна Комнина съобщава, че Григорий е бил секретар на император Алексий I и водач на следствието срещу Никифор Диоген, уличен в заговор срещу императора.
По-нататъшни сведения за кариерното израстване на Григорий отново се съдържат в Историята на Хониат, който съобщава, че Григорий е изпратен на служба в провинциите, където успял да се замогне благодарение на състоянието, което натрупал от събирането на данъци. Вероятно с тези задължения на Григорий Каматир е свързан един оловен печат, в който той се споменава като претор и протопретор на темите Пелопонес и Елада. След това Каматир успява да се сроди с императора, като се оженил за негова родственица, благодарение на което бил назначен за логотет на секретите. Освен това Григорий е удостоен и с „височайшата“ по думите на Хониат титла севаст.
За нарасналото влияние на Григорий Каматир в двора свидетелстват четири писма, написани до него от Теофилакт Охридски, в които последният хвали качествата на Григорий и му благодари за различни услуги, направени на архиепископа. В едно от тези писма на Теофилакт Григорий за първи път е наречен протоасикрит и логотет, което показва, че е съвместявал едновременно две висши длъжности на империята. От анализа на писмата на охридския архиепископ става ясно, че Григорий Каматир е придружавал император Алексий I в походите му срещу норманите на Боемунд в Македония през 1106 – 1107 г., както и че е участвал активно в организирането на църковните дела и назначаването на светски архонти в тази област.
В Историята на Хониат се съдържат сведения, че след възцаряването на Йоан II Комнин на ключови позиции в управлението са поставени фаворити на новия император, а Григорий е назначен за помощник на един от тях – протовестиария Григорий Таронит.
Точната дата на смъртта на Григорий Каматер не е известна, но някои историци я отнасят след 1126 г.
Във връзка с кончината му поетът Николай Каликъл съставя две стихотворения. Първото от тях е нагробната епитафия „На смъртта на логотета Каматир“, съставена от 31 стиха и написана под формата на жалейка на скърбящата му съпруга Ирина. Второто стихотворение на Каликъл, отнасящо се за покойния логотет, се състои от 19 стиха и е написано под формата на молитвено обръщение на Григорий и съпругата му към Христос.
На Каматир е посветена и траурна монодия, написана от Теодор Продром. В нея Каматир е представен като високо образован човек – познаващ добре законите, богословието, философията и поезията, владеещ при това и законите на красноречието, и ревностен защитник на чуждите права. По мнението на Продром, неговата държавническа дейност, съпроводена с немалко трудности, е пример за изключително ревностно отношение към поставените задължения и за ясно осъзнаване на високия служебен дълг.

## Семейство
Григорий Каматир е женен за Ирина Дукина. За съпругата му се предполага, че е била племенница на императрица Ирина Дукина – вероятно дъщеря на протостратора Михаил Дука, който е брат на императрицата. Григорий и Ирина са имали деца. Известни са имената само на трима техни синове:
- Михаил Дука Каматир, починал млад
- Йоан Дука Каматир
- Андроник Дука Каматир
- Теодор Каматир